# James Hamilton, III conte di Arran
James Hamilton, III conte di Arran (1532 circa – marzo 1609), è stato un nobile e militare scozzese che si oppose con fermezza alla reggenza di mano francese negli anni della Riforma scozzese.
Figlio maggiore di James Hamilton, II conte di Arran, che fu anche reggente, era imparentato con la famiglia reale, tanto che a momenti alterni fu il terzo o il quarto in linea di successione e ricevette molte proposte di matrimonio da altrettanti reali. 
James Hamilton si recò in Francia con Maria Stuarda, ma al ritorno in patria si schierò contro Maria alleandosi al partito protestante. Nel 1562 iniziò a manifestare segni di squilibrio mentale e passò il resto della vita in ritiro.

## Biografia

### Infanzia
James Hamilton nacque fra il 1532 e il 1536 da James Hamilton, II conte di Arran e Margaret Douglas. Suo padre era nipote di Mary Stuart, figlia maggiore di Giacomo II di Scozia tanto che al tempo suo padre era, dopo Giacomo V di Scozia, l'erede più vecchio e legittimo di Giacomo II. Suo padre fu dunque e per lungo tempo, l'Erede presuntivo del sovrano e James veniva subito dopo di lui. Anche sua madre era legata alla corona discendendo da essa due volte, una per via legittima attraverso Joan Stewart, contessa di Morton, figlia di Giacomo I di Scozia, la seconda attraverso una delle figlie illegittime di Giacomo IV di Scozia.

### Scozia e Inghilterra
Nel 1542 James Hamilton vide scalzata la propria posizione di erede presuntivo grazie alla nascita della piccola Maria Stuarda, figlia di Giacomo V, quando egli pochi giorni dopo morì Hamilton padre si trovò ad essere fra i reggenti per la bambina.
Ovviamente da reggente Hamilton padre tentò di promuovere numerosi matrimoni reali per il figlio che era, dopo tutto, secondo in linea di successione. Nel marzo seguente Maria di Guisa, la madre di Maria disse all'ambasciatore inglese Ralph Sadler che Hamilton era intenzionato a far sposare James con sua figlia, cosa che ella era determinata ad impedire. In quello stesso anno si mormorò fra gli inviati francesi che Hamilton padre intendesse far sposare il figlio con la principessa Elisabetta Tudor, nessuno di questi due matrimoni ebbe mai luogo. Dal canto suo Enrico VIII d'Inghilterra voleva che Maria sposasse suo figlio ed erede Edoardo, Hamilton padre era un protestante e quindi inizialmente aderì a quest'idea, poi nel 1543 aderì al partito cattolico di David Beaton sposando la politica filo-francese. La risposta di Enrico fu il Brutale corteggiamento, nove anni di scontri fra Inghilterra e Scozia volti a far accettare agli scozzesi le sue aspettative matrimoniali.
Nell'ottobre del 1544 il giovane James andò ospite del cardinale Beaton presso il Castello di Saint Andrews dove non solo ospite, ma anche pegno dell'alleanza fra suo padre ed i cattolici.
Nondimeno il reggente continuava a tentare di orchestrare un matrimonio fra James e Maria. Un anno dopo, nell'ottobre 1545, il fratellastro del reggente, John Hamilton, si incontrò con Hugh Somerville, V signore di Somerville e con Archibald Douglas, VI conte di Angus per avere il loro sostegno e fu il figlio del primo a scrivere a Maria di Guisa per informarla che i due non avrebbero ceduto. La notizia arrivò anche in Inghilterra grazie alle lettere di Alexander Crichton di Brunstane e del diplomatico francese Johannes Sturm che aveva ben compreso come questa unione avrebbe potuto ostacolare i trattati di pace anglo-francesi. Nel frattempo James continuò a vivere presso il cardinale e nel 1546 ricevette un eserciziario di latino e una copia delle favole di Esopo.
In quello stesso anno una banda di ribelli attaccò il castello uccidendo il cardinale e James venne preso prigioniero, suo padre iniziò l'Assedio del castello di St Andrews e i protestanti offrirono James ad Enrico VIII in cambio dell'aiuto della flotta inglese. Enrico era intenzionato ad accettare, tuttavia lo scambio non si concretizzò mai. Il 14 agosto 1547 il Parlamento di Scozia dichiarò James inadatto alla successione, allora era terzo, per tutta la durata della sua prigionia e a dispetto delle promesse di Enrico alla fine suo padre, con l'aiuto dei francesi prese il castello e lo liberò. A quel punto Hamilton padre acconsentì a che Maria sposasse il delfino, Francesco, erede di Enrico II di Francia.

### In Francia
Quando la regina Maria venne mandata in Francia nell'agosto 1548 James andò con lei ed anche se aveva solo sedici anni circa venne nominato capitano delle Garde écossaise, a seguito del buon fine dei negoziati matrimoniali suo padre era divenuto Duca di Châtellerault e James quindi gli succedette come Conte di Arran. James all'estero sembrò ottenere consensi, l'anno dopo in Francia venne pubblicata l'Emblemata, opera illustrata del giurista Andrea Alciato, e quell'edizione venne, appunto, dedicata a lui.
Anche in Francia si continuò a fare progetti matrimoniali per James, Enrico II pensò di fargli sposare Françoise di Borbone, figlia di Luigi III di Montpensier, quando questo matrimonio non andò in porto se ne ventilarono diversi altri tutti entro la più alta nobiltà francese fra cui quello con una delle figlie avute dal sovrano con l'amante Diana di Poitiers, tuttavia James non si sposò mai con nessuna.
Nel 1556 Hamilton padre lasciò la reggenza e sposò una politica filo-inglese tanto che si crede che James abbia sofferto di questo colpo di mano venendo imprigionato nei due anni successivi perché protestante.
Nel 1558 Hamilton padre propose a Elisabetta I d'Inghilterra di sposare James a suggello dell'alleanza anglo-scozzese, una proposta sostenuta da due grandi leader religiosi, John Knox, scozzese, e John Jewel, inglese. Jewel rimase favorevole all'idea per quasi due anni, quel che pensò Elisabetta di tale proposta non è noto.
Nel 1559 padre e figlio si dichiararono apertamente protestanti, dopo la parentesi cattolica erano tornati alla religione originaria, e James tornò in patria insieme all'ambasciatore inglese Thomas Randolph e in Scozia entrambi incontrarono l'altro diplomatico, Ralph Sander. Entrambi gli uomini agirono con lui come se fossero in termini di amicizia, ma nella loro corrispondenza ufficiale notarono i segni di instabilità mentale e l'8 dicembre 1560 Elisabetta rifiutò formalmente il suo potenziale fidanzamento con James affidando la comunicazione agli ambasciatori scozzesi, William Maitland di Lethington (1525-9 giugno 1573) e a James Douglas, IV conte di Morton.

### Fuga
Per tornare a casa James non ebbe vita facile, si crede che quando Hamilton padre confermò pubblicamente la propria adesione al protestantesimo James si trovasse nelle nuove proprietà di famiglia a Châtellerault e dovette immediatamente darsi alla fuga per scappare alle autorità. James tornò a casa passando dalla Svizzera, dove si nascose nei boschi per parecchi giorni e se riuscì a fuggire con successo fu per via dell'interessamento di due politici inglesi, William Cecil, I barone Burghley e Nicholas Throckmorton.
James andò a Ginevra e poi a Zurigo dove fu ospite di Pietro Martire Vermigli e quindi a Losanna, qui si incontrò con Randolph dove viaggiò in incognito fino in Inghilterra passando per le Fiandre. Una volta giunto a Londra s'incontrò con Elisabetta per poi essere ospite presso la casa dei Cecil.
Verso la fine del luglio 1559 Throckmorton scrisse a Cecil di come sembrava che James fosse stato mal sopportato in Francia, dopo che era partito erano scoppiate delle risse fra i suoi uomini e alcuni soldati francesi e quando uno di essi provò a scusarsi con Maria in persona ella disse che James era un traditore. Elisabetta sicuramente poté anche provare simpatia per le traversie patite da James, ma il suo salvataggio e il suo rientro in Scozia erano per l'Inghilterra non un'impresa matrimoniale, ma un ulteriore passo per porre fine alla Auld Alliance ben sperando che con il suo ritorno Hamilton padre, quale secondo uomo del regno sarebbe infine divenuto il capo dei Lord della Congregazione. Il pezzo successivo del suo viaggio, che lo avrebbe infine riportato a casa, traspare dalla corrispondenza fra Jewel, Martire Vermigli ed Heinrich Bullinger.

### Ritorno in Scozia
Una volta tornato in Scozia James si recò a Berwick-upon-Tweed dove s'incontrò con il riformista scozzese Henry Balnaves per poi infine ritrovarsi con il padre presso l'Hamilton Palace. Nel settembre 1560 il capitano Corbeyran de Cardaillac Sarlabous, un francese in servizio presso il Castello di Dunbar, sparse la voce che il governo di Elisabetta stava prospettando un matrimonio fra James e l'ereditiera inglese Catherine Grey, ma ancora una volta non se ne fece nulla.
In quello stesso anno Maria rimase vedova e Hamilton padre tornò a progettare un matrimonio fra lei e il figlio proprio com'era già stato fatto in passato. Maria tornò in patria l'anno seguente e il poeta scozzese George Buchanan suggerì che Maria avesse sfruttato l'affetto che James nutriva per lei spargendo la voce che egli avesse tentato di rapirla dall'Holyrood Palace per portarla presso una delle proprie residenze, a Kinneil House, in modo da poter giustificare l'incremento della propria guardia reale. Hamilton padre confutò tali voci, ma inutilmente e la sicurezza ad Holyrood rimase più alta di quanto non fosse prima.
Già dal proprio rientro James combatté in maniera instancabile contro Maria di Guisa e contro i francesi unendosi ai Lord della Congregazione e sposando il partito riformista scozzese. Su ordine del padre attaccò il Castello di Crichton e il Falkland Palace, nell'ottobre e nel novembre 1559 con altri uomini fece diverse razzie fra cui una al palazzo del vescovo di Dunblane, dove prese una collana appartenente a Janet Stewart e rimosse il vescovo, insieme a tutti i preziosi, dal Castello di Stirling e tenuto prigioniero presso il Castle Campbell fino a Natale e costretto a pagare per la propria "permanenza". Nei mesi seguenti vi fu tutta una serie di scontri che spinsero l'ambasciatore francese Gilles de Noailles a scrivere che i ribelli scozzesi avevano assicurato ad Elisabetta che se James avesse vinto egli avrebbe preso il trono riconoscendo l'Inghilterra quale regno superiore e pagando un tributo annuale all'Inghilterra che avrebbe annesso le armi scozzesi alle proprie. I molti scontri dei mesi a venire portarono infine al Trattato di Edimburgo, redatto poco dopo la morte di Maria di Guisa e alla proclamazione della religione riformata in Scozia, dopo tale promulgazione James andò insieme a James Stewart presso il Dalhousie Castle per bruciare libri sacri e paramenti.

### Follia
La fatica dei mesi precedenti portò James a un crollo mentale. Nella Pasqua 1562 suo padre lo confinò nella propria camera a Kinneil House, anche se riuscì a scappare raggiungendo il Falkland Palace. James accusò uno dei propri nemici, James Hepburn, IV conte di Bothwell, di voler rapire la regina Maria per poi iniziare a parlare di streghe e demoni e della paura che coloro che gli erano intorno volessero ucciderlo. Subito dopo venne dichiarato pazzo e rimase confinato per il resto della vita. Buchanan che credeva alla versione di James circa il rapimento scrisse che venne portato al castello di St.Andrews e poi a quello di Edimburgo. James venne rilasciato nell'aprile 1566 senza che fosse in grado di formulare discorsi.
Nel 1575 ereditò le proprietà paterne, ma vista la certificazione della sua follia finì insieme alle proprietà sotto le cure del fratello John Hamilton, I marchese di Hamilton che insieme al fratello Claud Hamilton, I lord di Paisley lo tenne confinato presso il Castello di Craignethan e anche se in quello stesso anno venne riportato che se egli fosse stato abituato ad una certa dose di libertà vi sarebbe stata possibilità di ripresa questa libertà non gli venne mai accordata.
Altri membri della famiglia soffrirono di problemi mentali, la madre Margaret, le zie Elizabeth e Janet Douglas, moglie questa di Robert Maxwell, V Lord Maxwell, la sorella Anne Hamilton ed anche uno dei suoi fratelli, David. I sintomi che descrive sommariamente Randolph fanno pensare ad un Disturbo bipolare, ma ovviamente sono solo speculazioni.

### Ultimi anni e morte
Con il passare del tempo James scompare dalle cronache, i fratelli, sostenitori di Maria, persero parte delle proprietà di famiglia e lo stesso James perse il contado dal 1581 al 1585.
James morì nel marzo 1609.

## Ascendenza
|                                    |                                  |                                  | Genitori                  |  |  | Nonni |  |  | Bisnonni                        |  |  | Trisnonni      |  |
|                                    |                                  |                                  |                           |  |  |       |  |  | James Hamilton, I lord Hamilton |  |  | James Hamilton |  |
|                                    |                                  |                                  |                           |  |  |       |  |  | James Hamilton, I lord Hamilton |  |  | James Hamilton |  |
|                                    |                                  | Janet Livingston                 |                           |  |  |       |  |  | James Hamilton, I lord Hamilton |  |  |                |  |
| James Hamilton, I conte di Arran   |                                  |                                  |                           |  |  |       |  |  | James Hamilton, I lord Hamilton |  |  |                |  |
|                                    |                                  | Maria di Scozia                  | Giacomo II, re di Scozia  |  |  |       |  |  |                                 |  |  |                |  |
|                                    |                                  | Maria di Scozia                  | Giacomo II, re di Scozia  |  |  |       |  |  |                                 |  |  |                |  |
|                                    |                                  | Maria di Scozia                  | Maria di Gheldria         |  |  |       |  |  |                                 |  |  |                |  |
| James Hamilton, II conte di Arran  |                                  | Maria di Scozia                  |                           |  |  |       |  |  |                                 |  |  |                |  |
|                                    |                                  | sir David Bethune                | John Bethune              |  |  |       |  |  |                                 |  |  |                |  |
|                                    |                                  | sir David Bethune                | John Bethune              |  |  |       |  |  |                                 |  |  |                |  |
|                                    |                                  | sir David Bethune                | Marjory Boswell           |  |  |       |  |  |                                 |  |  |                |  |
| Janet Bethune                      |                                  | sir David Bethune                |                           |  |  |       |  |  |                                 |  |  |                |  |
|                                    |                                  | Janet Duddingston                | Stephen Duddingston       |  |  |       |  |  |                                 |  |  |                |  |
|                                    |                                  | Janet Duddingston                | Stephen Duddingston       |  |  |       |  |  |                                 |  |  |                |  |
|                                    |                                  | Janet Duddingston                | Deborah Creich            |  |  |       |  |  |                                 |  |  |                |  |
| James Hamilton, III conte di Arran |                                  | Janet Duddingston                |                           |  |  |       |  |  |                                 |  |  |                |  |
|                                    | John Douglas, II conte di Morton | James Douglas, I conte di Morton |                           |  |  |       |  |  |                                 |  |  |                |  |
|                                    | John Douglas, II conte di Morton | James Douglas, I conte di Morton |                           |  |  |       |  |  |                                 |  |  |                |  |
|                                    | John Douglas, II conte di Morton | Giovanna di Scozia               |                           |  |  |       |  |  |                                 |  |  |                |  |
| James Douglas, III conte di Morton | John Douglas, II conte di Morton |                                  |                           |  |  |       |  |  |                                 |  |  |                |  |
|                                    |                                  | Janet Crichton                   | sir Patrick Crichton      |  |  |       |  |  |                                 |  |  |                |  |
|                                    |                                  | Janet Crichton                   | sir Patrick Crichton      |  |  |       |  |  |                                 |  |  |                |  |
|                                    |                                  | Janet Crichton                   | Katherine Turing          |  |  |       |  |  |                                 |  |  |                |  |
| lady Margaret Douglas              |                                  | Janet Crichton                   |                           |  |  |       |  |  |                                 |  |  |                |  |
|                                    |                                  | Giacomo IV, re di Scozia         | Giacomo III, re di Scozia |  |  |       |  |  |                                 |  |  |                |  |
|                                    |                                  | Giacomo IV, re di Scozia         | Giacomo III, re di Scozia |  |  |       |  |  |                                 |  |  |                |  |
|                                    |                                  | Giacomo IV, re di Scozia         | Margherita di Danimarca   |  |  |       |  |  |                                 |  |  |                |  |
| Catherine Stewart                  |                                  | Giacomo IV, re di Scozia         |                           |  |  |       |  |  |                                 |  |  |                |  |
|                                    |                                  | Marion Boyd                      | Archibald Boyd            |  |  |       |  |  |                                 |  |  |                |  |
|                                    |                                  | Marion Boyd                      | Archibald Boyd            |  |  |       |  |  |                                 |  |  |                |  |
|                                    |                                  | Marion Boyd                      | Christine Mure            |  |  |       |  |  |                                 |  |  |                |  |
|                                    |                                  | Marion Boyd                      |                           |  |  |       |  |  |                                 |  |  |                |  |